# Schepen van De Meern
Schepen van De Meern is de verzamelnaam van een aantal archeologische vondsten van houten vaartuigen in de woonplaats De Meern in het westen van de gemeente Utrecht. Het grootste deel hiervan stamt uit de eerste eeuwen van onze jaartelling. Enkele andere zijn uit de vroege middeleeuwen.
De Meern wordt gezien als een uiterst belangrijke vindplaats van schepen en andere voorwerpen uit de Romeinse tijd en de vroege middeleeuwen. De woonplaats De Meern is pas in de late middeleeuwen ontstaan. Aan het begin van onze jaartelling stroomde een tak van de rivier de Rijn dwars door het gebied van het huidige De Meern. De omstandigheid dat deze Rijn-tak tevens de noordgrens was van het Romeinse Rijk, maakt De Meern tot een zeer belangrijke plaats voor oudheidkundig onderzoek. Andere vondsten betreffen onder andere de limesweg, het Romeinse fort aan de Rijn met het ernaast geleden badhuis en een vicus in de directe omgeving.  Ook zijn hier op verschillende plaatsen sporen van bewoning en handel in de vroege middeleeuwen gevonden.
Verder naar het westen passeerde de Rijn de Romeinse legerplaatsen Laurium (in het huidige Woerden) en Nigrum Pullum (Zwammerdam}. Ook bij deze plaatsen zijn verschillende schepen aangetroffen. Door de ligging van de vindplaatsen in drassige gebieden blijven houten delen van schepen en andere voorwerpen relatief goed bewaard. Dit verklaart dat er zo veel schepen en delen van schepen van meer dan 1000 jaar oud bewaard zijn gebleven.
Om de vondsten van elkaar te kunnen onderscheiden is aan elke vondst de naam van de vindplaats en een volgnummer gegeven. Het schip De Meern 1 werd door deskundigen als een spectaculaire vondst beschouwd. Daarom is aan het behoud en het kunnen tentoonstellen hiervan veel tijd en geld besteed.

## De Meern 1

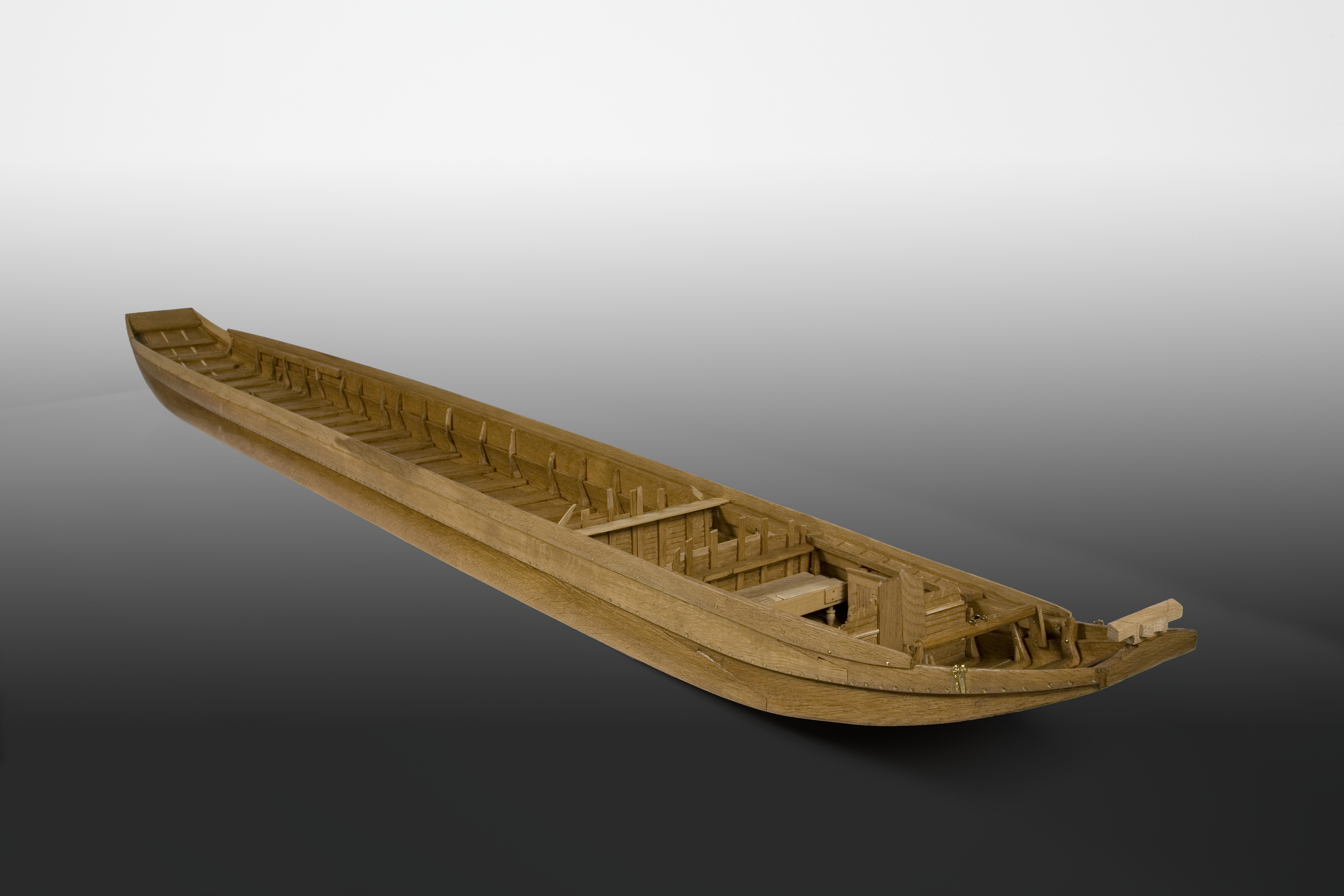
Model van De Meern 1.

Het schip met de aanduiding De Meern 1 betreft een grote rivierpraam. Het is in 1997 gevonden in de buurt Veldhuizen en in 2003 gelicht omdat het anders dreigde weg te rotten. De romp van het schip bleek uit een drietal grote eikenbomen uit huidig Nederland gebouwd. Deze bomen zijn dendrochronologisch gedateerd op 148 na Chr. ± 6 jaar. De afmetingen van het schip zijn 25 meter lang en 2,7 meter breed. De houtdelen waren gespijkerd. De De Meern 1 bevatte een scheepsinterieur, zoals het bed van de schipper en een kast. Daarbij werden een aanzienlijk aantal andere vondsten gedaan, zoals gereedschappen waaronder een blokschaaf, persoonlijke eigendommen, kookgerei en enkele dakpannen. Het schip is, gebaseerd op de dateringen van de in het schip teruggevonden schoeisels, in gebruik geweest tot circa 200 na Chr. Uit deze dateringen bleek voor het eerst dat Romeinse schepen een langere levensduur hadden dan men daarvoor aannam. Mogelijk is de De Meern 1 gebruikt door ingenieurs en bouwlieden van het Romeinse leger. 

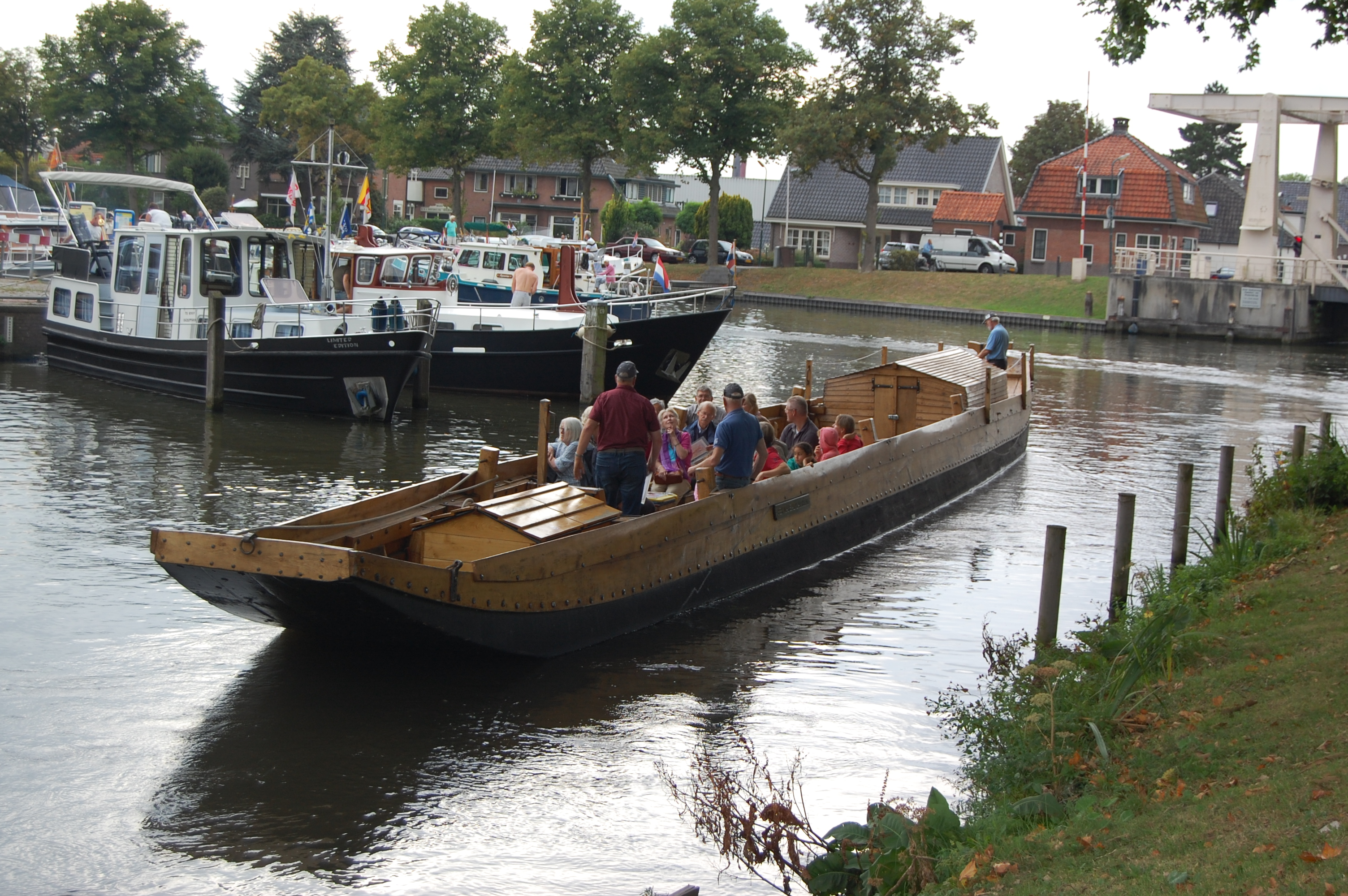
Het nagebouwde schip de Meern 1 in de haven van Woerden

Het schip met bijbehorende vondsten is opgegraven en vervolgens geconserveerd met polyethyleenglycol in Lelystad. In 2015 is het geconserveerde schip overgebracht naar het museum binnen de muren van het gereconstrueerde Romeinse fort in De Meern, het Castellum Hoge Woerd.

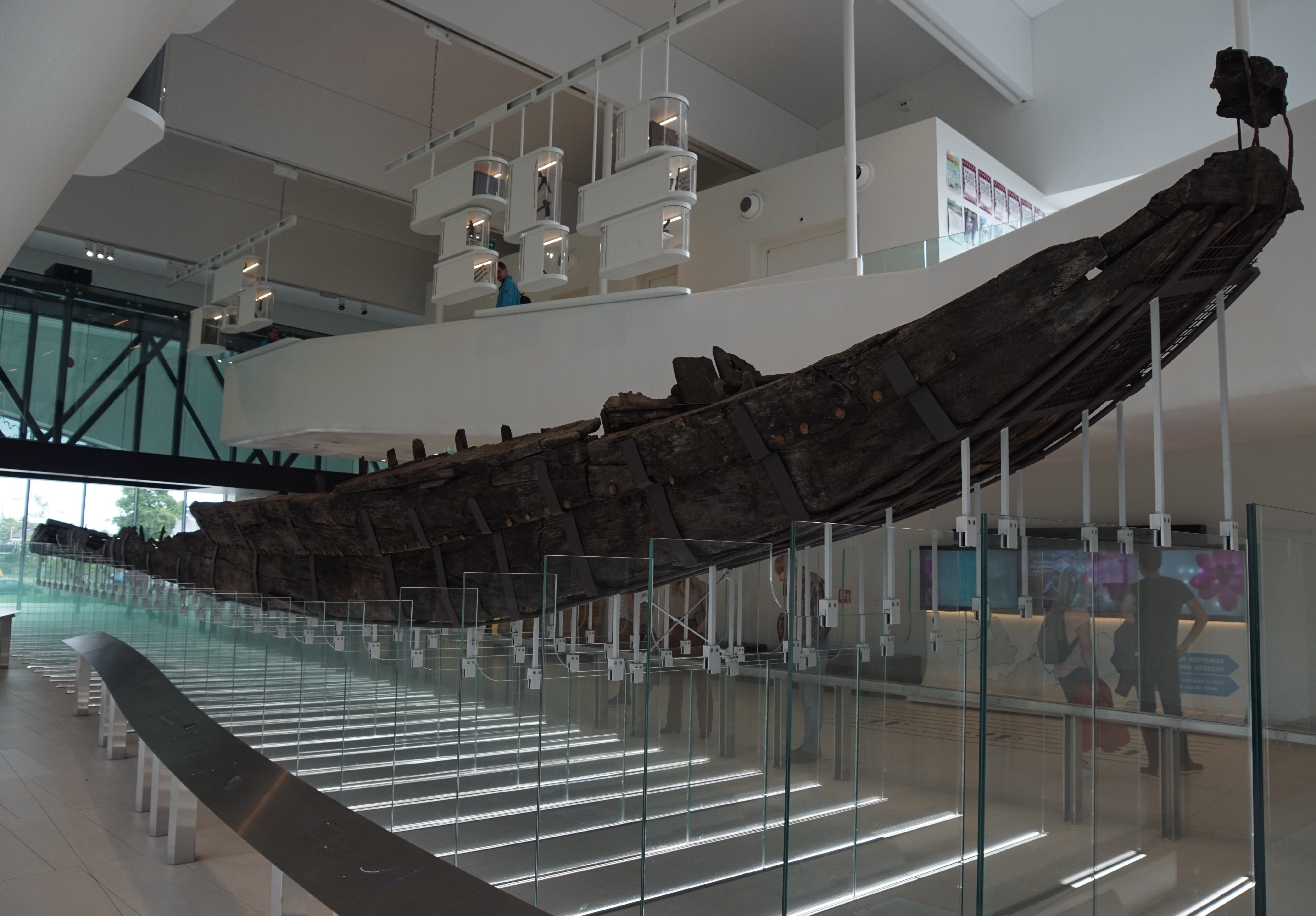
Zijaanzicht
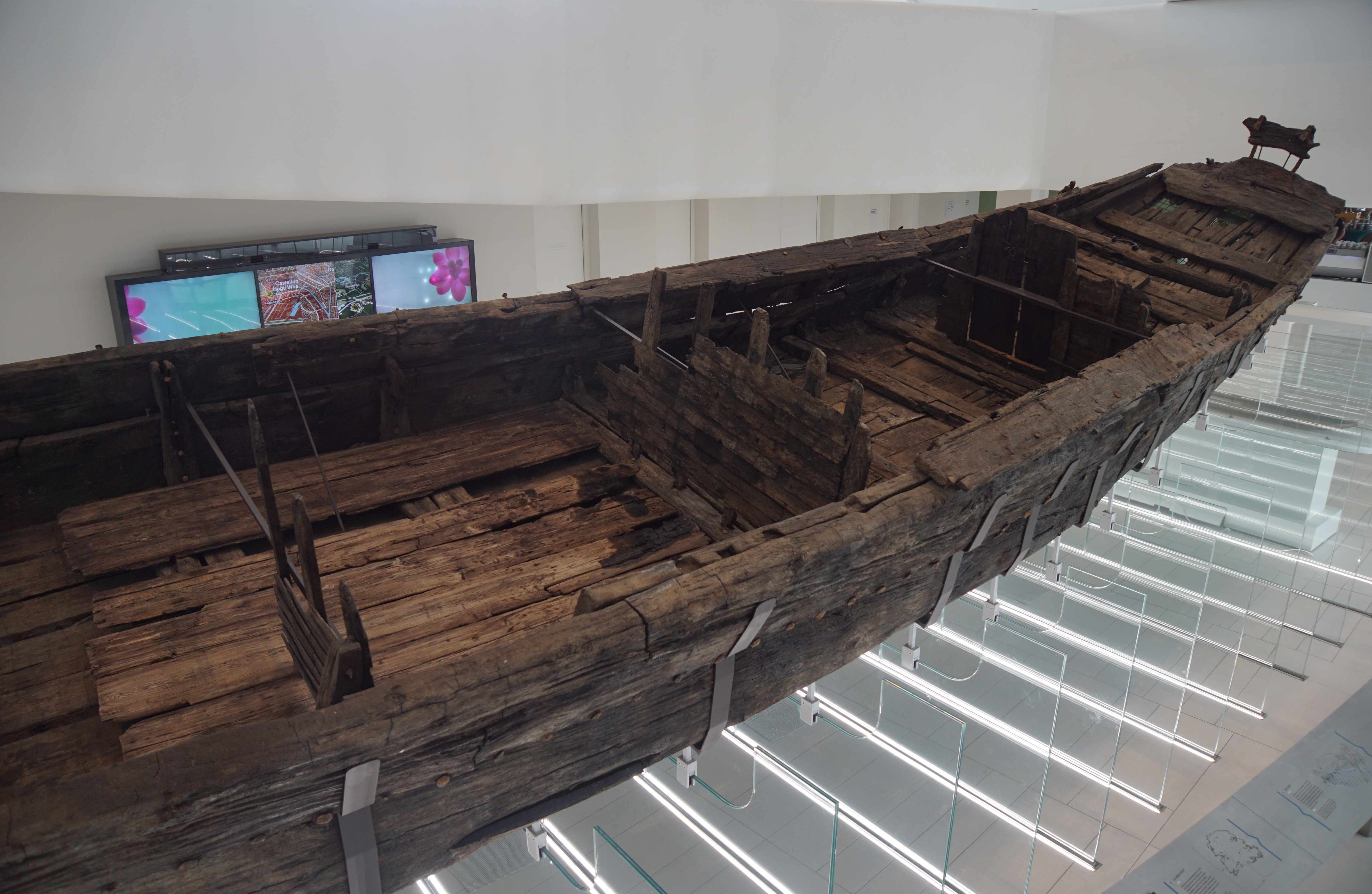
Achterdeel
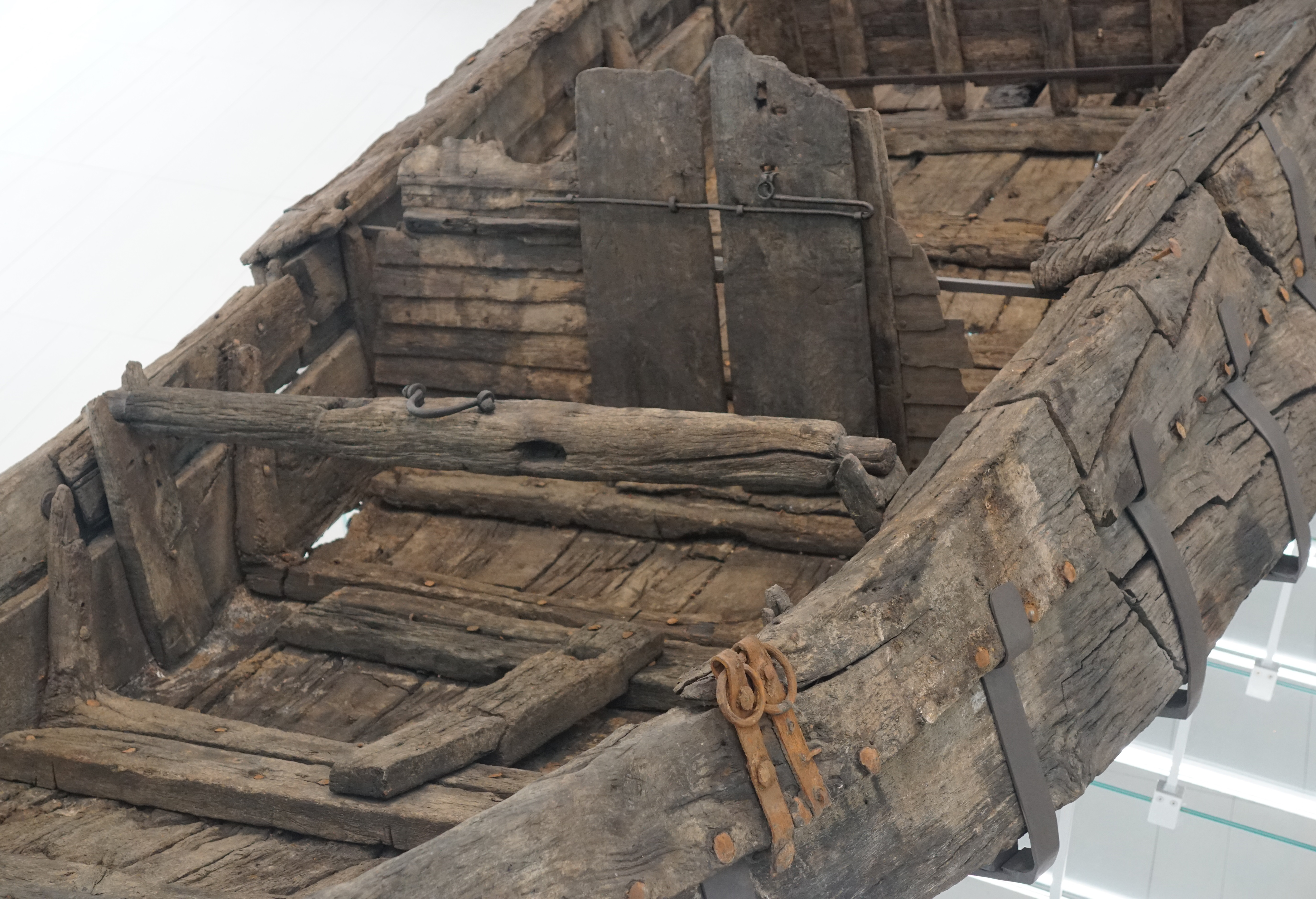
Ingang kajuit

## De Meern 2 en 3
De De Meern 2 en De Meern 3 zijn fragmenten van twee boomstamkano's uit de 2de eeuw na Chr.

## De Meern 4
De De Meern 4 werd in 2003 ontdekt en het bleek om een grote rivierpraam te gaan. In 2005 werd het schip onderzocht tezamen met leden van het Time Team. Het eikenhout van het 35 meter lange schip werd met jaarringonderzoek gedateerd op 85 ± 5 jaar na Chr. en het was afkomstig uit huidig Nederland. Het is het oudste teruggevonden Romeinse vrachtschip van Noordwest-Europa. De scheepsconstructie bestaat uit een tussenvorm van mediterrane en lokale scheepsbouwtradities. De houtdelen waren verbonden met deuvels en pen-en-gatverbindingen. Het schip is na het onderzoek in 2005 weer toegedekt om beter onderzoek in de toekomst mogelijk te houden. In Madurodam is sinds 2009 een miniatuurversie ervan te vinden.

## De Meern 5
De De Meern 5 is enkele decennia geleden aangetroffen, maar de exacte locatie is niet meer bekend.

## De Meern 6

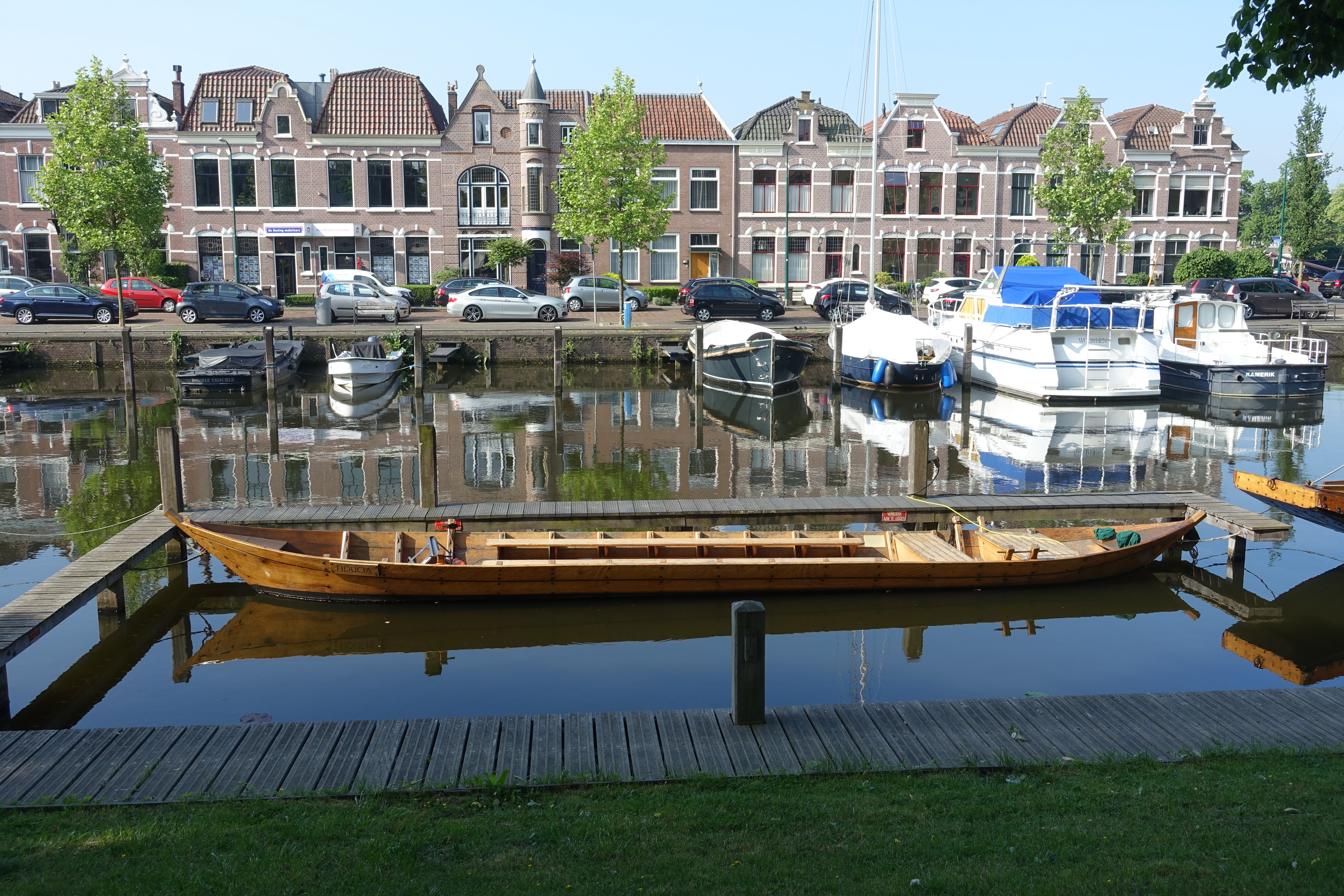
Reconstructie Romeinse punter de Meern 6 in haven van Woerden, met de naam Fiducia.

In maart 2008 werd de De Meern 6 gevonden en het betrof een bijzondere vondst van een punterachtig scheepje met een lengte van waarschijnlijk 9 meter. Het dateert mogelijk uit de 3e eeuw en vertoont typische Romeinse kenmerken van scheepsbouw.

## Overige
Vroegmiddeleeuwse vondsten werden in augustus 2010 gedaan in het Máximapark te Vleuten. De plaats van deze vondsten ligt ongeveer een kilometer van de rand van De Meern. Daar stroomde ooit een andere tak van de rivier de Rijn dan de Meernse tak. Door uitgraving is een deel hiervan weer zichtbaar gemaakt. Na overvloedige regenval kwamen in het uitgegraven deel twee schepen bloot te liggen. Het ene schip dateert uit circa 750 en is ongeveer 15 meter lang. Het andere, een bijzonder goed bewaard gebleven vrachtschip, stamt uit omstreeks 956 en is circa 20 meter lang.
Op beide schepen is hetzelfde breeuwsel – mos waarmee schepen waterdicht werden gemaakt – nog aanwezig tussen de planken. En op het hout zijn nog bewerkingssporen van scheepsbouwers zichtbaar. Dit maakt dat beide schepen nog goed intact zijn gebleven.